# Edward Laverack
Edward "Ed" Laverack, né le 27 juillet 1994 à Llanelli au Pays de Galles, est un coureur cycliste britannique.

## Palmarès et résultats

### Palmarès par année
- 2012
  - 3e du Tour du Pays de Galles juniors
- 2014
  -  Champion de Grande-Bretagne sur route espoirs
- 2015
  - 3e étape du Tour d'Ulster
  - Suir Valley Three Day :
    - Classement général
    - 4e étape
- 2019
  -  Champion de Grande-Bretagne de la montagne
- 2023
  - 2e du championnat de Grande-Bretagne de la montagne

### Classements mondiaux
| Année           | 2015   | 2016 | 2017   | 2018 |
| --------------- | ------ | ---- | ------ | ---- |
| UCI Europe Tour | 1 173e |      | 1 569e |      |
| UCI Asia Tour   |        | 278e | 362e   | 652e |